# Kévin Dusseau
Pour les articles homonymes, voir Dusseau.
Kévin Dusseau (né le 24 juillet 1991 à Rouen dans le département de la Seine-Maritime) est un joueur professionnel français de hockey sur glace. Il évolue au poste de défenseur. Il est le fils de François Dusseau.

## Biographie

### Carrière en club
Formé à Cherbourg, il rejoint les équipes de jeunes de Rouen. En 2008, il débute en senior dans la Division 1 avec les Phénix de Reims, formation entraînée par son père François. En 2011, il part en Suède mais ne décroche pas de contrat. Il découvre alors la Ligue Magnus avec le club de Briançon. Un an plus tard, il rejoint les Brûleurs de Loups de Grenoble entraînés par Jean-François Dufour. Il signe à Amiens en 2013 pour évoluer sous les ordres d'Heikki Leime. Il signe à HC Valpellice club de Serie A en 2014 puis retourne en France sous les couleurs d'Amiens durant deux saisons avant d'intégrer l'effectif des Boxers de Bordeaux champion de D1 et promu en Ligue magnus en avril 2015. En avril 2020, après 3 saisons passées à Rouen, il rejoint le club des Ducs d'Angers.

### Carrière internationale
Il représente la France au niveau international. Il a participé aux sélections jeunes.

## Statistiques

### En club
| Saison    | Équipe                        | Ligue        |                   | Saison régulière  | Saison régulière  | Saison régulière  | Saison régulière  | Saison régulière  |                   | Séries éliminatoires | Séries éliminatoires | Séries éliminatoires | Séries éliminatoires | Séries éliminatoires |
| Saison    | Équipe                        | Ligue        | PJ                | B                 | A                 | Pts               | Pun               | PJ                | B                 | A                    | Pts                  | Pun                  |                      |                      |
| 2008-2009 | Phénix de Reims               | Division 1   | 18                | 1                 | 5                 | 6                 | 44                | -                 | -                 | -                    | -                    | -                    |                      |                      |
| 2009-2010 | Phénix de Reims               | Division 1   | 19                | 7                 | 7                 | 14                | 43                | 5                 | 1                 | 2                    | 3                    | 18                   |                      |                      |
| 2010-2011 | Diables rouges de Briançon    | Ligue Magnus | 24                | 5                 | 3                 | 8                 | 24                | 4                 | 0                 | 0                    | 0                    | 6                    |                      |                      |
| 2011-2012 | Brûleurs de loups de Grenoble | Ligue Magnus | 26                | 2                 | 2                 | 4                 | 18                | 20                | 1                 | 2                    | 3                    | 4                    |                      |                      |
| 2012-2013 | Brûleurs de loups de Grenoble | Ligue Magnus | 26                | 8                 | 11                | 19                | 38                | 8                 | 1                 | 1                    | 2                    | 6                    |                      |                      |
| 2013-2014 | Gothiques d'Amiens            | Ligue Magnus | 26                | 3                 | 9                 | 12                | 22                | 5                 | 1                 | 2                    | 3                    | 2                    |                      |                      |
| 2013-2014 | HC Valpellice                 | Serie A      | 1                 | 0                 | 0                 | 0                 | 0                 | 6                 | 1                 | 1                    | 2                    | 4                    |                      |                      |
| 2014-2015 | Gothiques d'Amiens            | Ligue Magnus | 24                | 3                 | 10                | 13                | 16                | 6                 | 0                 | 1                    | 1                    | 6                    |                      |                      |
| 2015-2016 | Boxers de Bordeaux            | Ligue Magnus | 26                | 2                 | 5                 | 7                 | 28                | 10 rel            | 1                 | 4                    | 5                    | 12                   |                      |                      |
| 2016-2017 | Boxers de Bordeaux            | Ligue Magnus | 43                | 1                 | 6                 | 7                 | 32                | 11                | 1                 | 0                    | 1                    | 8                    |                      |                      |
| 2017-2018 | Dragons de Rouen              | Ligue Magnus | 44                | 3                 | 8                 | 11                | 48                | 15                | 0                 | 4                    | 4                    | 12                   |                      |                      |
| 2018-2019 | Dragons de Rouen              | Ligue Magnus | 44                | 2                 | 10                | 12                | 75                | 16                | 3                 | 2                    | 5                    | 14                   |                      |                      |
| 2019-2020 | Dragons de Rouen              | Ligue Magnus | 36                | 7                 | 13                | 20                | 40                | 3                 | 1                 | 2                    | 3                    | 4                    |                      |                      |
| 2020-2021 | Ducs d'Angers                 | Ligue Magnus | 22                | 2                 | 3                 | 5                 | 28                | -                 | -                 | -                    | -                    | -                    |                      |                      |
| 2021-2022 | Ducs d'Angers                 | Ligue Magnus | 44                | 3                 | 13                | 16                | 17                | 16                | 1                 | 2                    | 3                    | 4                    |                      |                      |
| 2022-2023 | Ducs d'Angers                 | Ligue Magnus | 36                | 3                 | 6                 | 9                 | 47                | 8                 | 1                 | 1                    | 2                    | 27                   |                      |                      |
| 2023-2024 | Boxers de Bordeaux            | Ligue Magnus | Saison en cours ? | Saison en cours ? | Saison en cours ? | Saison en cours ? | Saison en cours ? | Saison en cours ? | Saison en cours ? | Saison en cours ?    | Saison en cours ?    | Saison en cours ?    |                      |                      |

| Saison    | Équipe                        | Compétition |    | Saison régulière | Saison régulière | Saison régulière | Saison régulière | Saison régulière |   | Séries éliminatoires | Séries éliminatoires | Séries éliminatoires | Séries éliminatoires | Séries éliminatoires |
| Saison    | Équipe                        | Compétition | PJ | B                | A                | Pts              | Pun              | PJ               | B | A                    | Pts                  | Pun                  |                      |                      |
| 2010-2011 | Diables rouges de Briançon    | CdlL        | 4  | 0                | 2                | 2                | 4                | -                | - | -                    | -                    | -                    |                      |                      |
| 2010-2011 | France U20                    | CdlL        | 6  | 1                | 2                | 3                | 6                | 4                | 0 | 0                    | 0                    | 4                    |                      |                      |
| 2011-2012 | Brûleurs de loups de Grenoble | CdF         | 2  | 0                | 0                | 0                | 0                | -                | - | -                    | -                    | -                    |                      |                      |
| 2011-2012 | Brûleurs de loups de Grenoble | CdlL        | 6  | 0                | 1                | 1                | 12               | -                | - | -                    | -                    | -                    |                      |                      |
| 2012-2013 | Brûleurs de loups de Grenoble | CdF         | 4  | 1                | 3                | 4                | 6                | -                | - | -                    | -                    | -                    |                      |                      |
| 2012-2013 | Brûleurs de loups de Grenoble | CdlL        | 6  | 0                | 0                | 0                | 6                | 4                | 0 | 2                    | 2                    | 0                    |                      |                      |

### En équipe nationale
| Année | Compétition                          |   | PJ | B | A | Pts | Pun | +/-                                           |  | Résultat |
| 2008  | Championnat du monde moins de 18 ans | 5 | 1  | 7 | 8 | 0   | +4  | Médaille d'or de la division 2, groupe A      |  |          |
| 2009  | Championnat du monde moins de 18 ans | 5 | 0  | 1 | 1 | 8   | +1  | Quatrième place de la division 1, groupe B    |  |          |
| 2009  | Championnat du monde junior          | 5 | 0  | 1 | 1 | 4   | +5  | Médaille de bronze de la division 1, groupe A |  |          |
| 2010  | Championnat du monde junior          | 5 | 0  | 0 | 0 | 18  | 0   | Sixième place de la division 1, groupe A      |  |          |
| 2011  | Championnat du monde junior          | 5 | 4  | 4 | 8 | 2   | +12 | Médaille d'or de la division 2, groupe A      |  |          |